# 佐渡川準
佐渡川 準（さどがわ じゅん、1979年頃 - 2013年〈平成25年〉8月13日）は、日本の漫画家。男性。
本名は川人 睦（かわひと むつみ）。茨城県北相馬郡利根町出身。中央学院大学卒業。

## 生涯
2000年（平成12年）、第55回新人まんが賞を受賞し、『週刊少年チャンピオン』（秋田書店）連載の『無敵看板娘』にて連載デビュー。『ヤングチャンピオン』（秋田書店）に連載されていたコラム『世界のシワに夢を見ろ!』の挿絵も担当。インターネット上では「フリル婦人」というハンドルネームで活動していた。
『無敵看板娘』単行本全17巻のうち1 - 16巻までには「本籍地・茨城県南端（利根町）」「好きな昆虫」「体脂肪率」などのプロフィールが紹介されている。空手家でもあり、『チャンピオン』本誌巻末コメントにて、漫画家の身でありながら大会で準優勝したことをほのめかす発言をしており、初期刊行の単行本1巻の帯カバーには空手家角田信朗のコメントがあった。彼に出会ったファンの発言によると、体付きは「学校の体育教師みたいで、とても漫画家に見えない」とのこと。

### 死去
2013年（平成25年）8月13日、茨城県北相馬郡利根町の利根親水公園の公衆トイレ内で縊死している状態で発見された。34歳没。
『週刊少年チャンピオン』に連載中だった『あまねあたためる』は、遺族の了承を得て完成原稿の分を2013年38号（8月22日発売）、2013年39号（8月29日発売）に掲載し、連載を終了した。また、単行本最終巻である第3巻も2013年（平成25年）11月に発売されている。

## 作品リスト

### 連載漫画
- 無敵看板娘（週刊少年チャンピオン 2002年25号 - 2006年13号、全17巻）
  - 無敵看板娘N（ナパーム）（週刊少年チャンピオン 2006年16号 - 2007年22・23合併号、全5巻）
- PUNISHER（週刊少年チャンピオン 2008年10号 - 2009年21・22合併号、全7巻）
- ハンザスカイ（週刊少年チャンピオン 2010年7号 - 2012年26号、全13巻）
- あまねあたためる（週刊少年チャンピオン 2012年52号 - 2013年39号、絶筆[2]、全3巻）

### 表紙イラスト
- 世界のシワに夢を見ろ!（高野秀行著、小学館）
  - 表紙イラストと挿絵を担当。秋田書店『ヤングチャンピオン』に連載されていたコラムだが、単行本の出版元は小学館。

## アシスタント
- 安部真弘[3]
- 稲山覚也
- 吉谷やしよ